# 杉山一樹
杉山 一樹（すぎやま かずき、1997年12月7日 - ）は、静岡県静岡市出身のプロ野球選手（投手）。右投右打。福岡ソフトバンクホークス所属。

## 経歴

### プロ入り前
静岡市立千代田東小学校3年生の頃に「静岡中央リトル」において軟式野球を始め、静岡市立東中学校では外野手としてプレーする。
高校は静岡県立静岡南高等学校と静岡市立商業高等学校が統合され新設された静岡県立駿河総合高等学校に1期生として入学。投手をやりたいという強い意志で高校からは投手に転向し、2年生の夏にメンバー入りするが、背番号は11でストレートの球速は130km/h程度だった。冬場の走り込みで下半身強化やフォームチェックの成果が表れ、3年生の春には自己最速を10km/h更新する145km/hを記録し注目される。甲子園出場の経験は無く、3年生の夏の第97回全国高等学校野球選手権静岡大会では背番号1のエースとして臨むが、初戦の対磐田南高校戦において9四死球を与える乱調で、5回2失点で降板し敗退を喫する。「初戦で負けたのに」という思いもあり、プロ志望届は提出しなかった。
2016年に三菱重工広島に入社。元プロ野球選手である町田公二郎監督の指導の下、筋力アップによる体重増加と、リリースポイントを少し下げ、右腕の振りをコンパクトにすることに取り組んだことで球速がアップし、課題の制球も安定するようになった。社会人3年目の2018年には、第89回都市対抗野球大会においてJR西日本硬式野球部の補強選手として出場し、対JR東日本戦では最速153km/hを記録しスカウト陣の評価を上げた。
2018年10月25日に行われたプロ野球ドラフト会議において、福岡ソフトバンクホークスからドラフト2位指名を受け、11月21日、契約金7000万円、年俸1000万円（金額は推定）で契約合意に達し、12月6日、入団発表会見が行われた。背番号は40。担当スカウトは山崎賢一。

### ソフトバンク時代
2019年は春季キャンプをA組で迎え、紅白戦では1回を無安打無失点に抑えたが、ケース打撃登板時にバント処理で右足首を痛めて戦線離脱。4月3日のウエスタン・リーグ公式戦で初登板するも、5月3日の二軍戦を最後に右肩の違和感で2か月以上実戦登板から離れた。復帰後は二軍で結果を残し、9月6日に一軍初昇格。翌7日の千葉ロッテマリーンズ戦でプロ初登板を果たし、1回2奪三振無失点と好投したものの、9日の同カードでは3回5安打4四球4失点と結果を残せず、翌9月10日に登録を抹消され、ルーキーイヤーは2試合の一軍登板で防御率9.00という成績であった。オフにはプエルトリコのウインターリーグに派遣され、契約更改では現状維持となる推定年俸1200万円でサインした。
2020年、前年の秋季キャンプで本格的な先発転向を首脳陣に直訴し、この年も先発としてアピールを続けたものの、新型コロナウイルスの影響で開幕が6月に延期され、開幕前には一軍のシート打撃に登板したが、二軍で開幕を迎えた。7月8日にリリーフとして出場選手登録、同15日の登録抹消を経て、9月29日に再登録されると、10月7日の埼玉西武ライオンズ戦でプロ初ホールドを記録した。再登録後は一軍に帯同し続け、この年のレギュラーシーズンでは11試合の登板で0勝0敗1ホールド・防御率2.16を記録。ポストシーズンでもベンチ入りし、読売ジャイアンツとの日本シリーズでは第2戦で同シリーズ初登板を果たし、1イニングを無失点に抑えた。オフに100万円減となる推定年俸1100万円で契約を更改した。
2021年も春季キャンプから先発に挑戦したが、実戦でのアピールに失敗し、中継ぎとして自身初の開幕一軍入りとなった。4月7日の北海道日本ハムファイターズ戦で1点ビハインドの6回裏に登板し、1イニングを無失点に抑えると直後にチームが逆転したことでプロ初勝利を挙げた。5月11日のロッテ戦では自己最速の160km/hを計測したが、この試合を最後に登板機会が無いまま、6月3日に登録抹消。二軍では先発として調整し、ウエスタン・リーグで結果を残すと、9月24日の日本ハム戦でプロ初先発となり、5回1安打6奪三振1失点と好投したものの、打線の援護が無くプロ初黒星を喫した。3先発で0勝2敗と結果を残せず、シーズン最終盤には再び中継ぎに回ったが、10月16日のロッテ戦ではロングリリーフとして5回無安打無失点と好投し、シーズン2勝目を挙げた。この年は15試合（3先発）の登板で2勝2敗1ホールド・防御率3.20を記録し、オフに300万円増となる推定年俸1400万円で契約を更改した。
2022年1月19日に新型コロナウイルス陽性判定を受け、春季キャンプをC組でスタートし、2月15日にB組へ合流。キャンプ中のランニングで足を滑らせて右足首を痛める不運なアクシデントもあったが、開幕ローテーション争いに加わった。オープン戦では制球に苦しむ場面が目立ち、開幕ローテーション5枠目は松本裕樹が内定し、6枠目は田中正義が最有力となっていた。ただ、6枠目を決める3月20日の広島東洋カープ戦で田中が右肩の違和感で緊急降板し、二軍再調整。さらに松本はプライベートで受けた鍼治療中に事故に遭い、体内に残った鍼の除去手術を受け、開幕直前にリハビリ組へ合流となった。このような事態を受けて開幕ローテーションに入り、開幕3試合目の日本ハム戦に先発したが、4回1/3を4失点で降板し、勝敗は付かなかった。続く4月3日の東北楽天ゴールデンイーグルス戦に先発予定であったが、新型コロナウイルスの影響で試合中止となり、調整登板で同日の二軍戦に先発するも、4回5安打6四死球4失点と制球難を露呈し、翌週の一軍での先発登板が見送られ、4月5日に出場選手登録を抹消された。その後は二軍戦で結果を残し、4月27日の西武戦に先発するも、5回6失点で敗戦投手となり、翌28日に再び登録抹消。5月8日のロッテ戦で再び一軍の先発マウンドに上がると、5回0/3を4安打3四死球8奪三振4失点という内容で初の先発勝利を挙げると、藤本博史新監督からの期待も大きく、先発ローテーションを回ったが、6月6日に出場選手登録を抹消されて以降はローテーションの谷間で、一軍での先発登板を重ねた。8月26日には中継ぎとして出場選手登録をされたものの、1試合に登板したのみで9月1日に登録抹消となり、その後の一軍登板はなくシーズンを終えた。この年は10試合（9先発）に登板し、1勝3敗・防御率6.80という成績でオフに200万円増となる推定年俸1600万円で契約を更改した。
2023年は春季キャンプをA組でスタートしたが、2月11日のシート打撃で予定されていた2巡目を回避すると、別メニュー調整が続き、同15日にMRI検査を受けたところ右肘内側側副じん帯損傷および浅指屈筋損傷と診断された。6月3日に三軍戦で実戦復帰を果たしたものの、この次の実戦登板にて、右足首靭帯を部分断裂してしまった。本来なら完治には2か月以上かかる見込みであったが、右足にテーピングを施し、7月7日の四軍戦で再び実戦復帰。この年は故障の影響でウエスタン・リーグでも14試合の登板にとどまり、プロ入り後初めて一軍登板なしに終わった。オフに100万円減となる推定年俸1500万円で契約を更改した。
2024年は志願して中継ぎへ転向。オープン戦では5試合に登板し、計6回2/3を3安打無四死球9奪三振1失点と結果を残し、開幕を一軍で迎えた。7月12日の登板を終えた時点では25試合に登板し、3勝0敗5ホールド・防御率1.73。特に26イニングで12四球と課題の制球力を克服しつつあったが、続く同15日のロッテ戦では2-1で迎えた7回表、無死満塁のピンチを招いた先発・大関友久の後を受けるも、打者4人に対して3つの押し出し四球を与え、逆転を許して降板となった。その後はホールド機会から遠ざかったものの、8月18日のロッテ戦でホールドを記録すると、津森宥紀が不調で二軍再調整、藤井皓哉は腰痛、さらには腰の治療で渡米した守護神・オスナの代役を務めていた松本裕樹が右肩痛と勝ちパターンの投手が相次いで離脱。杉山は9月上旬から勝ちパターンとして起用されるようになり、9月16日のオリックス・バファローズ戦では1-0で迎えた9回裏に登板し、2奪三振を含む三者凡退に抑え、プロ初セーブを挙げた。この年は自身初めて一軍でシーズンを完走し、チーム最多タイの50試合に登板。4勝0敗14ホールド1セーブ・防御率1.61を記録し、チーム4年ぶりのリーグ優勝に貢献した。ポストシーズンでは、日本ハムとのCSファイナルステージで2試合、横浜DeNAベイスターズとの日本シリーズで3試合に登板。オフに2500万円増となる推定年俸4000万円で契約を更改した。
2025年は2年連続で開幕一軍入り。チームは開幕1か月終了時点で最下位に沈み、特に先発陣の不振と勝ちパターンの失点が目立っていたが、倉野信次投手コーチが「最初からチームを助けているのは杉山」と絶賛したように、杉山は抜群の安定感と連投を厭わないタフさで勝ちパターンとしてフル回転した。6月6日の東京ヤクルトスワローズ戦で守護神・オスナがシーズン4度目のセーブ失敗を喫すると、杉山がクローザーを任されるようになり、7月6日終了時点で両リーグ最多の37試合に登板し、2勝2敗10ホールド9セーブ・防御率0.98、奪三振率13.25と圧倒的な成績をマーク。翌7日には監督選抜でオールスターに初選出され、球宴第1戦の9回表から登板し、3者凡退に抑えた。

## 選手としての特徴
| 球種       | 配分 % | 平均球速 km/h | 被打率 |
| ---------- | ------ | ------------- | ------ |
| ストレート | 59.5   | 152.6         | .168   |
| フォーク   | 33.9   | 142.2         | .164   |
| カーブ     | 06.6   | 126.5         | .143   |

ワインドアップから左足を高く上げ、193cmの長身から投げ下ろすストレートと落差のあるフォークとのコンビネーションで空振りを奪う。ストレートは最速160km/hを計測し、右打者の外角／左打者の内角への球は”真っスラ”と呼ばれ、カットボールのように変化する。
変化球はその他に、カーブ、スライダー、カットボール、チェンジアップがあったが、志願してリリーフへ転向した2024年シーズン以降は、ストレートの質が悪化するという理由でフォークとカーブ以外の変化球を投じなくなっている。
アマチュア時代から度重なる右足首負傷の影響で、右足裏の感覚がないという。プロ入り後も右足首を3度負傷している。

## 人物・エピソード
千賀滉大も「普段はホワーンとしていて、おバカ(笑)。野球はマジメですけど」と話したように、天然キャラである。
- ソフトバンク入団会見時に「パ・リーグで対戦したい打者は？」との質問に、迷わず「筒香さん（DeNA）です」と回答した[109]。
- 入寮時には、社会人へ進んだ時に購入した愛着のある洗濯カゴを持参し、寮の最寄り駅（筑後船小屋駅）でバッタリ遭遇した[110]同期の甲斐野央を「なんか、かごを持った変なやつが...」と唖然とさせた[111]。
- プロ1年目のグローブには「牛一頭」と刺繍しており、社会人時代の監督の町田公二郎から口癖の様に言われていた「牛一頭ぐらい食え」という、体を強くするには食べることが一番・食べられるのも能力のひとつという恩師の教えに由来する[112]。
- プロ2年目のグローブには「世界遺産になりたい」と刺繍しており、本人は「普通の言葉ではちょっと...。とにかく大きな目標がいいかなと」と話した[113]。
- プロ3年目のグローブには「男は鶏胸肉」と刺繍しており、本人は「ボディービルダーのYouTuberで『男はどれだけ鶏胸肉を食べたかで、決まる』と言っている人がいて」と話した[114]。
- プロ4年目のグローブには「潰れてからが筋トレ」と刺繍しており、自主トレを共にしたボディービルダーの横川尚隆から授かった「苦しいことの先に本質が見える」という金言に由来する[115]。

## 詳細情報

### 年度別投手成績
| 年 度     | 球 団        | 登 板 | 先 発 | 完 投 | 完 封 | 無 四 球 | 勝 利 | 敗 戦 | セ 丨 ブ | ホ 丨 ル ド | 勝 率 | 打 者 | 投 球 回 | 被 安 打 | 被 本 塁 打 | 与 四 球 | 敬 遠 | 与 死 球 | 奪 三 振 | 暴 投 | ボ 丨 ク | 失 点 | 自 責 点 | 防 御 率 | W H I P |
| --------- | ------------ | ----- | ----- | ----- | ----- | -------- | ----- | ----- | -------- | ----------- | ----- | ----- | -------- | -------- | ----------- | -------- | ----- | -------- | -------- | ----- | -------- | ----- | -------- | -------- | ------- |
| 2019      | ソフトバンク | 2     | 0     | 0     | 0     | 0        | 0     | 0     | 0        | 0           | ----  | 21    | 4.0      | 5        | 0           | 5        | 0     | 0        | 4        | 1     | 0        | 4     | 4        | 9.00     | 2.50    |
| 2020      | ソフトバンク | 11    | 0     | 0     | 0     | 0        | 0     | 0     | 0        | 1           | ----  | 69    | 16.2     | 15       | 1           | 6        | 0     | 0        | 22       | 1     | 0        | 5     | 4        | 2.16     | 1.26    |
| 2021      | ソフトバンク | 15    | 3     | 0     | 0     | 0        | 2     | 2     | 0        | 1           | .500  | 117   | 25.1     | 13       | 1           | 31       | 0     | 2        | 29       | 1     | 0        | 9     | 9        | 3.20     | 1.74    |
| 2022      | ソフトバンク | 10    | 9     | 0     | 0     | 0        | 1     | 3     | 0        | 0           | .250  | 194   | 42.1     | 45       | 10          | 26       | 0     | 1        | 37       | 4     | 0        | 33    | 32       | 6.80     | 1.68    |
| 2024      | ソフトバンク | 50    | 0     | 0     | 0     | 0        | 4     | 0     | 1        | 14          | 1.000 | 198   | 50.1     | 28       | 2           | 22       | 0     | 1        | 61       | 1     | 0        | 10    | 9        | 1.61     | 0.99    |
| 通算：5年 | 通算：5年    | 88    | 12    | 0     | 0     | 0        | 7     | 5     | 1        | 16          | .583  | 599   | 138.2    | 106      | 14          | 90       | 0     | 4        | 153      | 8     | 0        | 61    | 58       | 3.76     | 1.41    |

- 2024年度シーズン終了時

### 年度別守備成績
| 年 度 | 球 団        | 投手  | 投手  | 投手  | 投手  | 投手  | 投手     |
| 年 度 | 球 団        | 試 合 | 刺 殺 | 補 殺 | 失 策 | 併 殺 | 守 備 率 |
| ----- | ------------ | ----- | ----- | ----- | ----- | ----- | -------- |
| 2019  | ソフトバンク | 2     | 0     | 0     | 0     | 0     | ----     |
| 2020  | ソフトバンク | 11    | 0     | 2     | 0     | 0     | 1.000    |
| 2021  | ソフトバンク | 15    | 1     | 2     | 0     | 0     | 1.000    |
| 2022  | ソフトバンク | 10    | 1     | 4     | 0     | 0     | 1.000    |
| 2024  | ソフトバンク | 50    | 1     | 6     | 1     | 0     | .875     |
| 通算  | 通算         | 88    | 3     | 14    | 1     | 0     | .944     |

- 2024年度シーズン終了時

### 記録
初記録
投手記録
- 初登板：2019年9月7日、対千葉ロッテマリーンズ23回戦（福岡ヤフオク!ドーム）、8回表に5番手で救援登板、1回無失点[18]
- 初奪三振：同上、8回表に角中勝也から空振り三振[18]
- 初ホールド：2020年10月7日、対埼玉西武ライオンズ16回戦（メットライフドーム）、2回裏一死に2番手で救援登板、3回2/3を1失点[28]
- 初勝利：2021年4月7日、対北海道日本ハムファイターズ2回戦（札幌ドーム）、6回裏に3番手で救援登板、1回無失点[33]
- 初先発登板：2021年9月24日、対北海道日本ハムファイターズ21回戦（福岡PayPayドーム）、5回1失点[37]
- 初先発勝利：2022年5月8日、対千葉ロッテマリーンズ8回戦（ZOZOマリンスタジアム）、5回4失点[58]
- 初セーブ：2024年9月16日、対オリックス・バファローズ21回戦（京セラドーム大阪）、9回裏に3番手で救援登板・完了、1回無失点[87]

打撃記録
- 初打席：2022年5月26日、対横浜DeNAベイスターズ3回戦（横浜スタジアム）、2回表に濵口遥大から右飛

### 背番号
- 40（2019年[9] - ）

### 登場曲
- 「三線の花」BEGIN（2019年）
- 「A page」赤西仁（2019年 - ）
- 「See the stars」Daniel Rosty（2020年）
- 「Ayo」Chris Brown ,Tyga（2021年 - ）
- 「Euphoria」 BTS JUNG KOOK (2024年 - )